# ارنست هوفمان (بازیگر)
ارنست هوفمان (انگلیسی: Ernst Hofmann؛ ‏۷ دسامبر ۱۸۹۰ – ۲۷ آوریل ۱۹۴۵) با نام مستعار ارنست هوفمن فون شونهولتس بازیگر و مؤلف اهل آلمان بود.
از فیلم‌ها یا برنامه‌های تلویزیونی که وی در آن نقش داشته است، می‌توان به شیطان و پسر آبی‌پوش اشاره کرد.